# Billlie
Pour les articles homonymes, voir Billie.
Cette page contient des caractères spéciaux ou non latins. S’ils s’affichent mal (▯, ?, etc.), consultez la page d’aide Unicode.
Billlie (hangeul : 빌리, stylisé Billlǃə ou Bi11lie) est un girl group sud-coréen de K-pop, originaire de Séoul. Formé en 2021 par Mystic Story, le groupe débute le 10 novembre 2021 avec l'EP The Billage of Perception: Chapter One. Le groupe est  à l'origine constitué de six membres : Moon Sua, Suhyeon, Haram, Tsuki, Siyoon et Haruna. Plus tard, un septième membre, Sheon, rejoint le groupe.

## Nom
Le nom Billlie est orthographié avec trois L en raison du fait qu'il peut être décomposé en Bi (mot coréen pour pluie), 11, et lie — Bi11lie. Le chiffre '11' vient de la légende de leur groupe : « Quand la 11e cloche sonne au milieu d'une pluie violette, quelque chose d'étrange se produit », où les membres mentent sur ce qui s'est passé afin de garder l'événement secret. Le nom reflète également leurs « faces cachées, le moi intérieur que tout le monde a en soi », qu'elles expriment dans l'espoir d'attirer l'empathie du public,.

## Histoire

### Origines
Le groupe est annoncé sous le nom temporaire de Mystic Rookies. Le 11 octobre 2021, il est révélé que le nom du groupe serait Billlie.
Avant leurs débuts, Moon Sua devient trainee (stagiaire) chez YG Entertainment pendant 10 ans. Elle participe à l'émission de compétition musicale Unpretty Rapstar 2, terminant en tant que troisième finaliste. Suhyeon participe au programme de Mnet Produce 101, se classant 69e et étant éliminée lors du cinquième épisode. Elle participe également au programme de JTBC Mix Nine et joue dans le web drama A-Teen en 2018, ainsi que dans sa suite A-Teen 2 en 2019. Haram et Tsuki sont d'anciennes trainees chez SM Entertainment. De plus, Tsuki travaille comme modèle pour le magazine Popteen et sort le single Magic avec le groupe de mannequins Magicour en 2020. Sheon participe au programme de Mnet Girls Planet 999, et est éliminée lors du dernier épisode en se classant dixième. Siyoon participe à l'émission de talents K-Pop Star 5 et travaille également comme modèle pour le magazine Popteen.

### Débuts (2021–2022)
Le 10 octobre 2021, leur premier EP, The Billage of Perception: Chapter One, sort avec le single principal Ring X Ring et cinq autres morceaux dont Flowerld, une chanson à destination des fans. Le 19 octobre 2021, il est annoncé que Kim Su-yeon, qui avait participé à Girls Planet 999, rejoindrait le groupe sous le nom de scène Sheon (션) en tant que septième membre et ferait officiellement partie du groupe pour leur prochain album. Le 27 novembre 2021, Sheon fait une apparition surprise en interprétant le titre Ring X Ring  avec les autres membres lors de l'émission musicale sud-coréenne Show! Music Core, marquant sa première apparition avec le groupe. Le 14 décembre 2021, le groupe sort son premier album de singles numérique, The Collective Soul and Unconscious: Snowy Night, avec Snowy Night comme single principal. Ce single est la première sortie du groupe à inclure Sheon,.
Le 11 février 2022, il est annoncé que Billlie sortirait leur deuxième EP, The Collective Soul and Unconscious: Chapter One, avec le single principal GingaMingaYo (The Strange World) le 23 février 2022. Le 1er mars, le groupe a sorti son premier album de bande-son, The Collective Soul and Unconscious: Chapter One Original Soundtrack from What Is Your B?. Le 8 août 2022, il est annoncé que le groupe sortirait une suite directe à leur premier EP. Le 16 août, il est annoncé que leur troisième EP, The Billage of Perception: Chapter Two, avec le single principal Ring Ma Bell (What a Wonderful World), sortirait le 31 août 2022.

### Dernières sorties (depuis 2023)
Le 7 février 2023, il est annoncé que le groupe sortirait leur quatrième EP. Le 6 mars 2023, il est annoncé que leur quatrième EP, The Billage of Perception: Chapter Three, avec le single principal Eunoia, sortirait le 28 mars. Le 20 avril 2023, Mystic Story annonce que les activités du groupe étaient suspendues en raison du décès soudain du frère de Moon Sua, Moonbin, membre d'Astro. Par la suite, le 25 avril 2023, Mystic Story annonce que les promotions de l'EP étaient terminées et que Moon Sua prendrait une pause, les six autres membres continuant leurs activités. Le 15 juin 2023, il est annoncé que Suhyeon serait également en pause pour des raisons de santé.
Le groupe sort son premier album de singles, Side-B: Memoirs of Echo Unseen le 23 octobre 2023 avec le single principal Dang! (Hocus Pocus). Le son de l'album BYOB (Bring Your Own Best Friend), ainsi que sa version en anglais, ont été pré-publiés le 27 septembre 2023. Les Moon Sua et Suhyeon ne participent pas à cette sortie en raison de leur pause. Le 12 avril 2024, il est annoncé que Moon Sua et Suhyeon reprendraient leurs activités après leur pause pour des raisons de santé.

## Membres
| Nom de scène | Nom de scène | Nom de naissance | Nom de naissance | Date de naissance | Nationalité  | Position                                    |
| Romanisé     | Coréen       | Romanisé         | Cor./jap.        | Date de naissance | Nationalité  | Position                                    |
| ------------ | ------------ | ---------------- | ---------------- | ----------------- | ------------ | ------------------------------------------- |
| Moon Sua     | 문수아       | Moon Su-a        | 문수아           | 9 septembre 1999  | Sud-coréenne | Leader, rappeuse, chanteuse, danseuse       |
| Suhyeon      | 수현         | Kim Su-hyeon     | 김수현           | 15 janvier 2000   | Sud-coréenne | Chanteuse, danseuse                         |
| Haram        | 하람         | Kim Ha-ram       | 김하람           | 13 janvier 2001   | Sud-coréenne | Chanteuse, danseuse                         |
| Tsuki        | 츠키         | Fukutomi Tsuki   | 福富月           | 21 septembre 2002 | Japonaise    | Main Danseuse, chanteuse                    |
| Sheon        | 션           | Kim Su-yeon      | 김수연           | 28 janvier 2003   | Sud-coréenne | Danseuse, rappeuse                          |
| Siyoon       | 시윤         | Kim Si-yoon      | 김시윤           | 16 février 2005   | Sud-coréenne | Rappeuse, danseuse                          |
| Haruna       | 하루나       | Osato Haruna     | 大里春菜         | 30 janvier 2006   | Japonaise    | Chanteuse, danseuse, maknae (la plus jeune) |

## Discographie

### Albums studio
- 2022 : The Collective Soul and Unconscious: Chapter one Original Soundtrack from What is Your B?
- 2022 : The Billage of Perception: Chapter Two (bande-son)

### EP
- 2021 : The Billage of Perception: Chapter One
- 2022 : The collective Soul and Unconscious: Chapter One
- 2022 : The Billage of Perception: Chapter Two
- 2023 : The Billage of perception: Chapter Three
- 2024 : Appendix: of All We Have Lost

### Singles
| Année    | Titre                                        | Album                                            |
| Coréens  | Coréens                                      | Coréens                                          |
| -------- | -------------------------------------------- | ------------------------------------------------ |
| 2021     | Ring X Ring                                  | The Billage of Perception: Chapter One           |
| 2021     | Snowy Night                                  | Hors album                                       |
| 2022     | GingaMingaYo (The Strange World)             | The Collective Soul and Unconscious: Chapter One |
| 2022     | Patbingsu (팥빙수)                           | Track by Yoon: Patbingsu                         |
| 2022     | Ring Ma Bell (What a Wonderful World)        | The Billage of Perception: Chapter Two           |
| 2023     | Eunoia                                       | The Billage of Perception: Chapter Three         |
| 2023     | Dang! (Hocus Pocus)                          | Side B: Memoirs of Echo Unseen                   |
| 2023     | The Soul Savior ~ I Don't Need a Superman    | The Billlie's Odditorium' The First Edition      |
| 2024     | January 0th (A Hope Song)                    | The Billlie's Odditorium' The Second Edition     |
| Japonais |                                              |                                                  |
| 2024     | Domino ~ Butterfly Effect (Japanese version) | Knock-on Effect                                  |

## Distinctions
| Cérémonie                      | Année | Catégorie                     | Nommé / œuvre | Résultat   | Réf.   |
| ------------------------------ | ----- | ----------------------------- | ------------- | ---------- | ------ |
| Hanteo Music Awards            | 2021  | Rookie Award – groupe féminin | Billlie       | Nomination | [ 27 ] |
| Mnet Japan Fan's Choice Awards | 2021  | Rookie féminin de l'année     | Billlie       | Nomination |        |